# Музеи Псковской области
Согласно сайту Министерства культуры России в области находится 60 музеев, в том числе три федеральных, один региональный музей, четыре ведомственных, восемь муниципальных музеев, а также 13 при Районных Центрах культуры. Школьных музеев на 2014 год насчитывалось 116. К 2025 году существует 11 частных музеев.

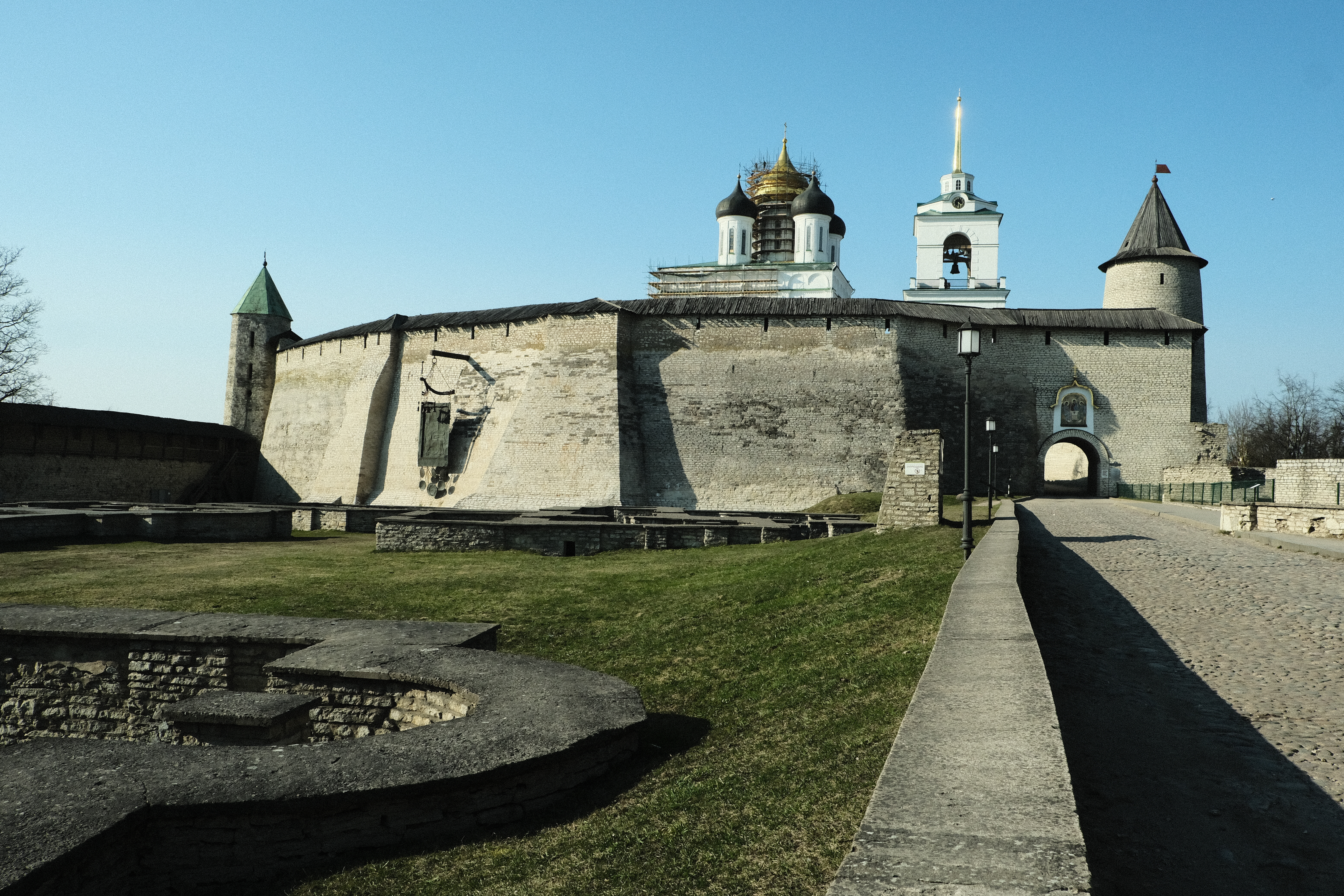
Довмонтов город и Псковский Кром

Основной фонд государственных и муниципальных музеев насчитывает 589,912 тыс. единиц хранения.
Государственные и муниципальные музеи размещены в 99 строениях, из них: 26 — памятники истории и культуры федерального значения, 12 — регионального значения.

## Федеральный музей
- Государственный мемориальный историко-литературный и природно-ландшафтный музей-заповедник А. С. Пушкина «Михайловское», (Пушкиногорский район, с. Михайловское), в том числе музей Мельница в деревне Бугрово, музеи-усадьбы «Михайловское», «Тригорское», «Петровское», «Бугрово».

## Музеи в ведении субъекта федерации
Музейная культура Псковской области «стоит на трёх китах» — классический псковский музей-заповедник, изборский музей-заповедник и самый молодой из них военно-исторический музей в Острове.
В структуру этих музеев входят:
- Псковский государственный объединённый историко-архитектурный и художественный музей-заповедник, в который входят Музейный комплекс в г. Пскове и пять филиалов в области[2][4].
  - Музейный комплекс в г. Пскове
    - Центральное здание музея, Поганкины палаты, Картинная галерея (ул. Некрасова, 7)
    - Музей-квартира В. И. Ленина (ул. Ленина, 3)
    - Дом-музей В. И. Ленина (Переулок «Искры», д. 5, Плехановский посад)
    - Музей-квартира Ю. П. Спегальского (Октябрьский пр., 14, кв. 74)

  - Филиалы в области
    - мемориальный музей-усадьба М. П. Мусоргского (д. Наумово Куньинского района);
    - мемориальный музей-усадьба С. В. Ковалевской (д. Полибино Великолукского района);
    - музей истории Новоржевского края (г. Новоржев);
    - музей-усадьба Н. А. Римского-Корсакова (д. Любенск и Вечаша Плюсского района);
    - литературно-мемориальный музей Ал. Алтаева (М. В. Ямщиковой), д. Лог Плюсского района,
- Государственный историко-архитектурный и природно-ландшафтный музей-заповедник «Изборск» (д. Старый Изборск, ул. Печорская, 39) и его филиал
  - «Музей истории г. Печоры»;
- «Военно-историческим музеем Псковской области» и его филиал
  - музей "Мемориальный комплекс «Линия Сталина».

## Муниципальные музеи
15 муниципальных музеев:
- МБУК «Бежаницкий историко-культурный центр Философовых», историко-краеведческий — п. Бежаницы, ул. Стрепетова, 32
- Гдовский музей истории края — Гдов, ул. К. Маркса, 31
- Краеведческий музей города Великие Луки — г. Великие Луки, наб. А. Матросова, 1
  - с 2005 года филиалом музея является Мемориальный дом-музей академика И. М. Виноградова — Великие Луки, ул. Ставского, 48
- МБУК «Литературно—художественный музей имени писателя И. А. Васильева» — Великолукский район, д. Борки, ул. Пионерская, 3
- Музей истории города Невеля — Невель, ул. Ленина, 14
- МБУК «Краеведческий музей дружбы народов истории Пыталовского края» — г. Пыталово, ул. Чехова, 4
- Порховский краеведческий музей — Порхов, пр. Ленина, д.5
- Себежский краеведческий музей — г. Себеж, ул. Пролетарская, 21.
- МБУК «Дедовичская центральная районная библиотека», историко-краеведческий отдел — п. Дедовичи, ул. Пионерская, 10
- МБУ Музейно — библиотечное объединение Куньинского района, краеведческий музей — п. Кунья, ул. Дзержинского, д.1
- «Культурно-досуговый комплекс Новосокольнического района», районный краеведческий музей — Новосокольники, ул. Отса, 9
- Опочецкий краеведческий музей — г. Опочка, ул. Ленина , 64
- Пустошкинский историко-краеведческий музей — г. Пустошка, ул. Мира, 9а
- «Струго-Красненский районный культурный центр», краеведческий музей — п. Струги Красные, ул. Советская, 14
- Усвятский историко-краеведческий музей — п. Усвяты, ул. Набережная, 1

## Частные музеи
- Музей Ледового побоища (деревня Самолва Гдовского района).
- галерея «На Бастионной», основанная Ю. Р. Брохманом в 1995 году[5].

Музеи «нового типа», в экспозициях которых отражены быт и традиции русского народа и в соответствии с выбранной эпохой:
- музей «Медовый хуторок» пчеловода изобретателя Глазова Г. В. (7 км от села Старый Изборск, близ деревни Дубровка) — музей пчеловодства и крестьянско-фермерского хозяйства 18-20 вв;
- «Псковский Кузнечный двор»[7];
- народный музей «Ольгин хутор».

## Ранее существовавшие музеи (необходимо уточнить)
- Картинная галерея с. Вехно (Новоржев, ул. Германа, 55) — открыта 5 ноября 1988 года в здании школы посёлка. В экспозиции было представлено свыше двухсот авторских работ более 80 ленинградских художников[8].